# Kanton Arras-2
Der Kanton Arras-2 ist seit 2015 ein französischer Wahlkreis im Arrondissement Arras, im Département Pas-de-Calais und in der Region Hauts-de-France; sein Hauptort ist Arras. 

## Gemeinden
Der Kanton besteht aus zwölf Gemeinden und Gemeindeteilen mit insgesamt 36.657 Einwohnern (Stand: 1. Januar 2022) auf einer Gesamtfläche von 78,85 km²:
| Gemeinde               | Einwohner 1. Januar 2022 | Fläche km² | Dichte Einw./km² | Code INSEE | Postleitzahl |
| ---------------------- | ------------------------ | ---------- | ---------------- | ---------- | ------------ |
| Arras                  | 16.854                   | 3,24       | 5.202            | 62041      | 62200        |
| Athies                 | 1.049                    | 4,34       | 242              | 62042      | 62223        |
| Bailleul-Sir-Berthoult | 1.432                    | 9,35       | 153              | 62073      | 62580        |
| Fampoux                | 1.243                    | 8,64       | 144              | 62323      | 62118        |
| Farbus                 | 631                      | 3,49       | 181              | 62324      | 62580        |
| Feuchy                 | 1.003                    | 5,45       | 184              | 62331      | 62223        |
| Gavrelle               | 785                      | 9,02       | 87               | 62369      | 62580        |
| Monchy-le-Preux        | 656                      | 9,26       | 71               | 62582      | 62118        |
| Saint-Laurent-Blangy   | 6.492                    | 9,83       | 660              | 62753      | 62223        |
| Saint-Nicolas          | 4.548                    | 3,19       | 1.426            | 62764      | 62223        |
| Thélus                 | 1.303                    | 8,99       | 145              | 62810      | 62580        |
| Willerval              | 661                      | 4,05       | 163              | 62892      | 62580        |
| Kanton Arras-2         | 36.657                   | 78,85      | 465              | 6203       | –            |

1. ↑   Nur der nordöstliche Teil der Gemeinde, der Rest verteilt sich auf die Kantone Arras-1 und Arras-3.